# Руб (древний город)
Руб — древний тохаристанский город, руины которого находятся недалеко от современного афганского города Саманган. Был разрушен или пришёл в запустение приблизительно в IX веке. До своего разрушения, некоторое время (в 826-827 годах) город платил арабам харадж в размере 12 тысяч 600 дирхамов, после арабского завоевания и исламизации Средней Азии. Во время арабского завоевания, в VII-VIII веках, являлся единым владением вместе с другим древним городом Симинджан (нынешний Саманган). Правитель города носил тюркский титул «Рубха́н», и имел в центре города свой дворец. В городе проживали преимущественно тохары, которые исповедовали буддизм и манихейство. Ныне сохранились часть руин и остатков этого древнего города.